# مغارة جعيتا
مغارة جعيتا تعتبر من أشهر كهوف ومغارات لبنان، وهي عبارة عن مغارة ذات تجاويف وشعاب ضيقة، وردهات وهياكل وقاعات نحتتها الطبيعة، وتسربت إليها المياه الكلسية من مرتفعات لبنان لتشكل مع مرور الزمن عالماً من القباب والمنحوتات والأشكال والتكوينات العجيبة. يعتبرها اللبنانيون جوهرة السياحة اللبنانية، وقد توالى على اكتشافها عبر التاريخ رواد أجانب ومغامرون لبنانيون.

## موقعها وموضعها
تقع مغارة جعيتا بوادي نهر الكلب التابع لقضاء كسروان وهي على بعد نحو 20 كلم شمال بيروت، وتتكون من طبقتين، الطبقة أو المغارة العليا والمغارة السفلى.

### المغارة العليا
افتتحت المغارة العليا منها في يناير 1969، بعد أن تم اكتشافها عام 1958 وتأهيلها للزيارة على يد المهندس والفنان والنحات اللبناني غسان كلينك. وذلك في احتفالية موسيقية أقيمت داخلها أعدّها خصيصاً لهذه المناسبة الموسيقار الفرنسي فرنسوا بايل. وشهدت المغارة العليا بعد فترة مهرجاناً موسيقياً مماثلاً في شهر نوفمبر من العام عينه، عُزفت فيه مقطوعات عالمية للموسيقار الألماني كارل هاينز شتوكهاوزن. وتتميز هذه الطبقة من المغارة بأنها تمنح زوارها متعة السير على الأقدام لمسافة، بعد عبور نفق يبلغ طوله حوالي 120 متر، ليطل في الممرات بعد ذلك على الأقبية العظيمة الارتفاع، والموزعة فيها الأغوار بالإضافة إلى الصواعد والهوابط والأعمدة الكلسية وما إليها من أشكال مُبهرة.

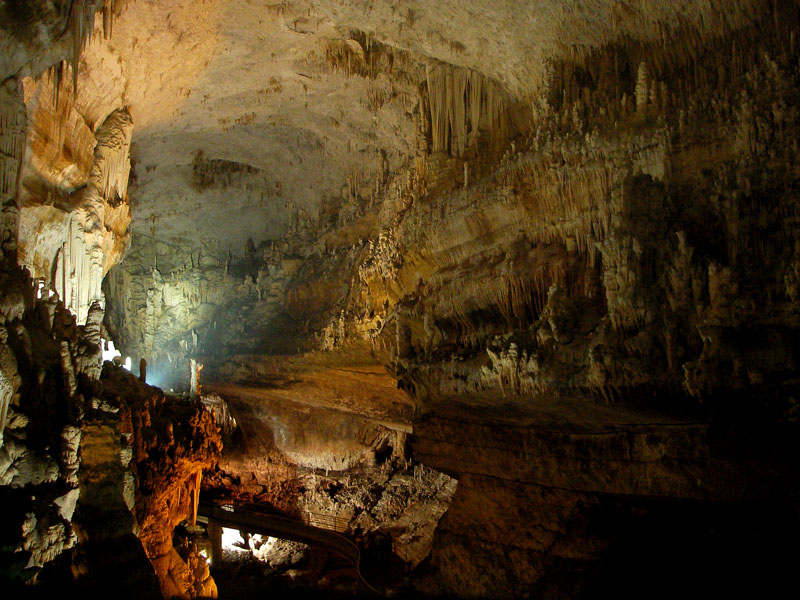
الكهف العلوي في جعيتا مع الممشى

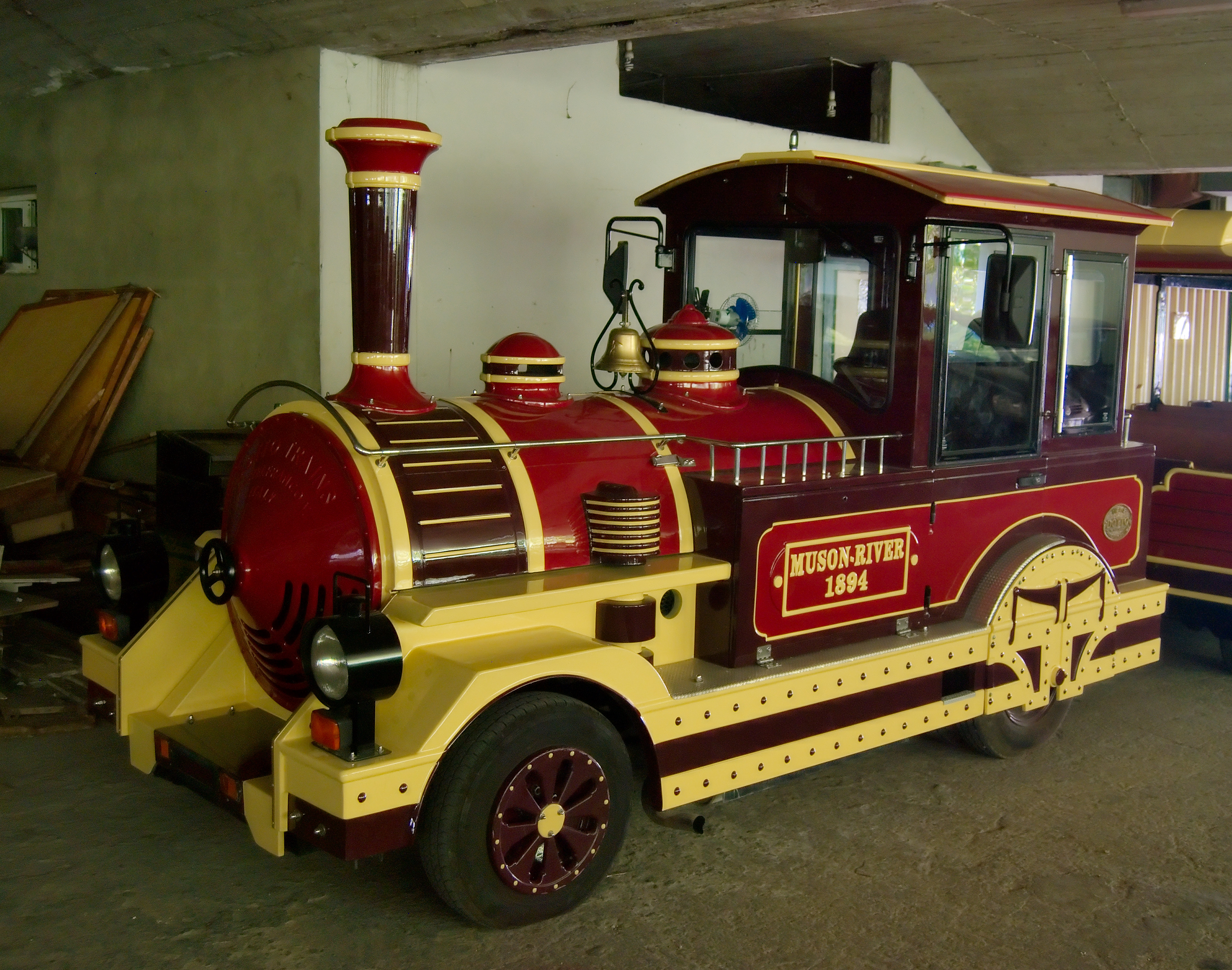
محرك يسحب القطار السياحي في مغارة جعيتا

### المغارة السفلى
يعود تاريخ اكتشاف الجزء السفلي من المغارة إلى ثلاثينات القرن ال19 مع رحلة للمبشر الأميركي وليام طومسون. وكان طومسون قد توغل فيها حوالي 50 متراً. وبعد أن أطلق النار من بندقية الصيد التي كان يحملها وأدرك من خلال الصدى الذي أحدثه صوت إطلاق النار أنه للمغارة امتداداً جوفياً على جانب كبير من الأهمية.

## الجوائز
في عام 2002، منح الرئيس الفرنسي آنذاك جاك شيراك ومنظمة السياحة العالمية التابعة للأمم المتحدة والبنك الدولي أعلى جائزة للتنمية المستدامة في السياحة إلى MAPAS (الشركة التي تدير الموقع) في قمة أطلق عليها اسم «العلاقات الجديدة بين السياحة والثقافة» في جنيف.
في كانون الأول 2003، حصلت جعيتا، نيابة عن شركة MAPAS التي تتخذ من بيروت مقراً لها، على جائزة مرموقة من القمة السياحية الخامسة في شامونيكس بفرنسا. أشادت "Les sommets du Tourisme" بجهود ماباس في ترميم المواقع السياحية المهمة في لبنان.
كانت مغارة جعيتا مرشحة لمسابقة عجائب الطبيعة السبع الجديدة. تم اختياره كواحد من 28 متأهلاً للتصفيات النهائية وهو الكهف الوحيد الذي تم اختياره من بين المرشحين. أعلنت مؤسسة New7Wonders Foundation عن عجائب الطبيعة الجديدة في عام 2011. ولم تكن جعيتا على القائمة.
الجوائز والشهادات الأخرى تشمل:
- 2000 شهادة تقدير من «سوكلين» - لبنان عن حملة الفرز وإعادة التدوير.
- 2000 تقدير من الاتحاد العربي للموسيقيين ".
- 1998 «أفضل مشروع سياحي» من وزارة السياحة اللبنانية.
- 1997 جائزة البيئة الدولية من جمعية السفر الألمانية (DRV).

## أسماء أخرى

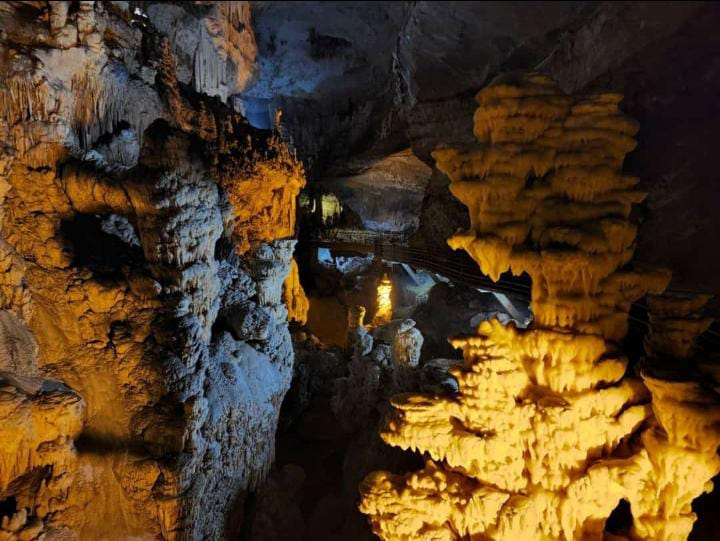
أحد جدران الكهوف في المغارة

تغير اسم الكهف عدة مرات منذ اكتشافه. أشير إليها في البداية باسم مغارة نهر الكلب، ثم عُرفت لاحقًا باسم دجايتا وجهيتا وأخيراً جعيتا. نهر الكلب هو اسم النهر الذي يمر عبر الكهوف، بينما جعيتا، التي تعني «المياه الهادرة» باللغة الآرامية، هي المدينة التي يقع فيها مدخل الكهف. حدث الانتقال من كهوف نهر الكلب إلى كهوف جعيتا في عام 1927 حيث استخدمت الصحف الاسم الأخير على نطاق واسع.
‏

## المسكوكات والطوابع
في عام 1961 أصبحت جعيتا رمزًا وطنيًا عندما أصدرت السلطات اللبنانية طابعًا يضم الكهف السفلي للترويج للسياحة الوطنية. ولا يزال السيد مارون الحاج المجدف الظاهر على الختم، يقود جولات القارب بعد أربعين عامًا من إصدار الختم. ظهرت مغارة جعيتا أيضًا على ظهر صفحة الليرة الواحدة لعام 1964 (الليرة اللبنانية).

## مواضيع متعلقة
- كهف الهوتة
- صواعد الكهوف
- متدليات الكهوف
- أرز الرب
- عجائب الطبيعة السبع الجديدة
- قائمة مواقع طبيعية مميزة